# ودنتهنگل برد سنکتواری
ودنتهنگل برد سنکتواری (به انگلیسی: Vedanthangal Bird Sanctuary) یک منطقهٔ مسکونی در هند است که در تامیل نادو واقع شده‌است.

## خصوصیات
ودنتهنگل برد سنکتواری ۰٫۳ کیلومترمربع مساحت دارد.

## نگارخانه

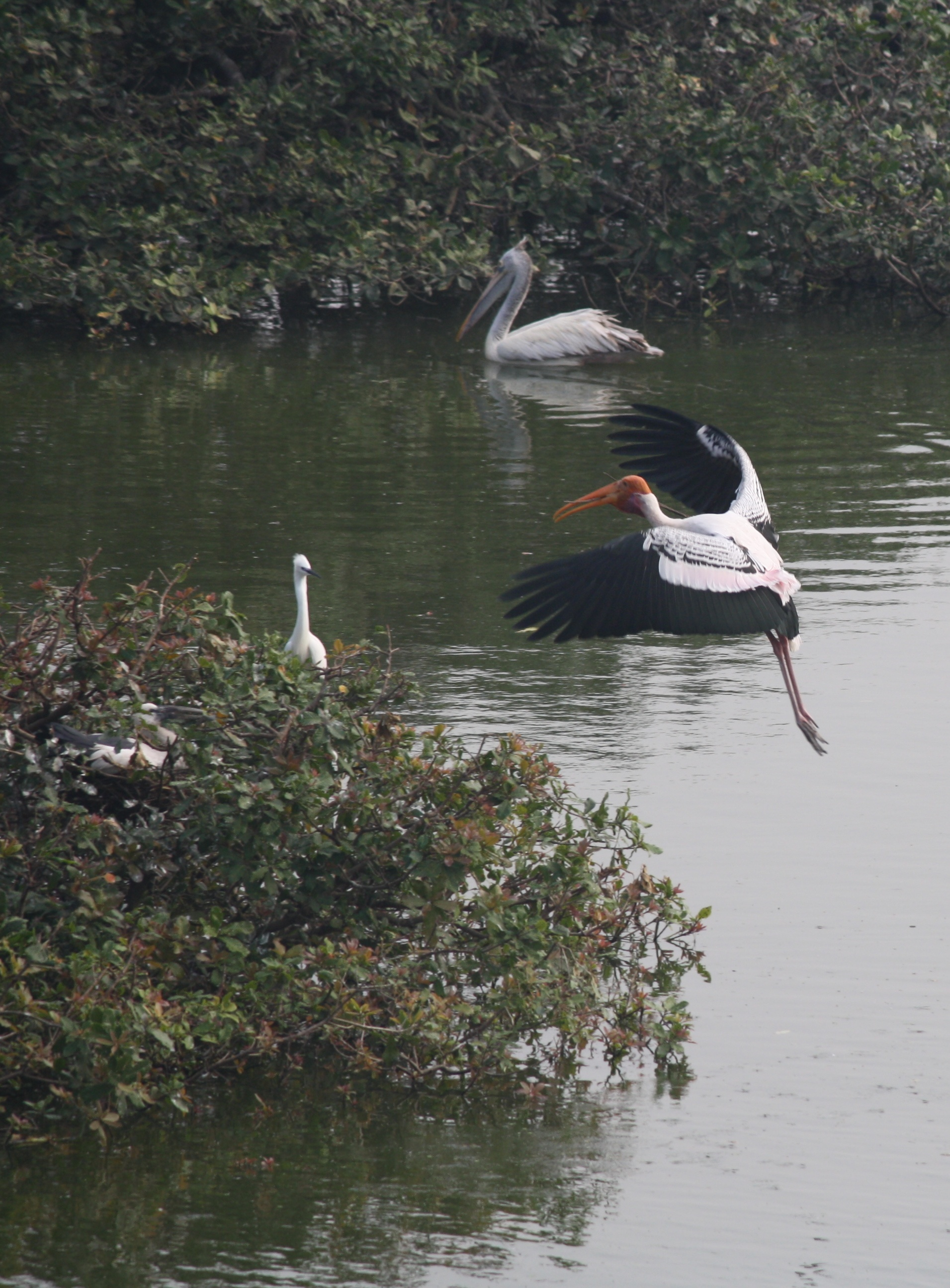
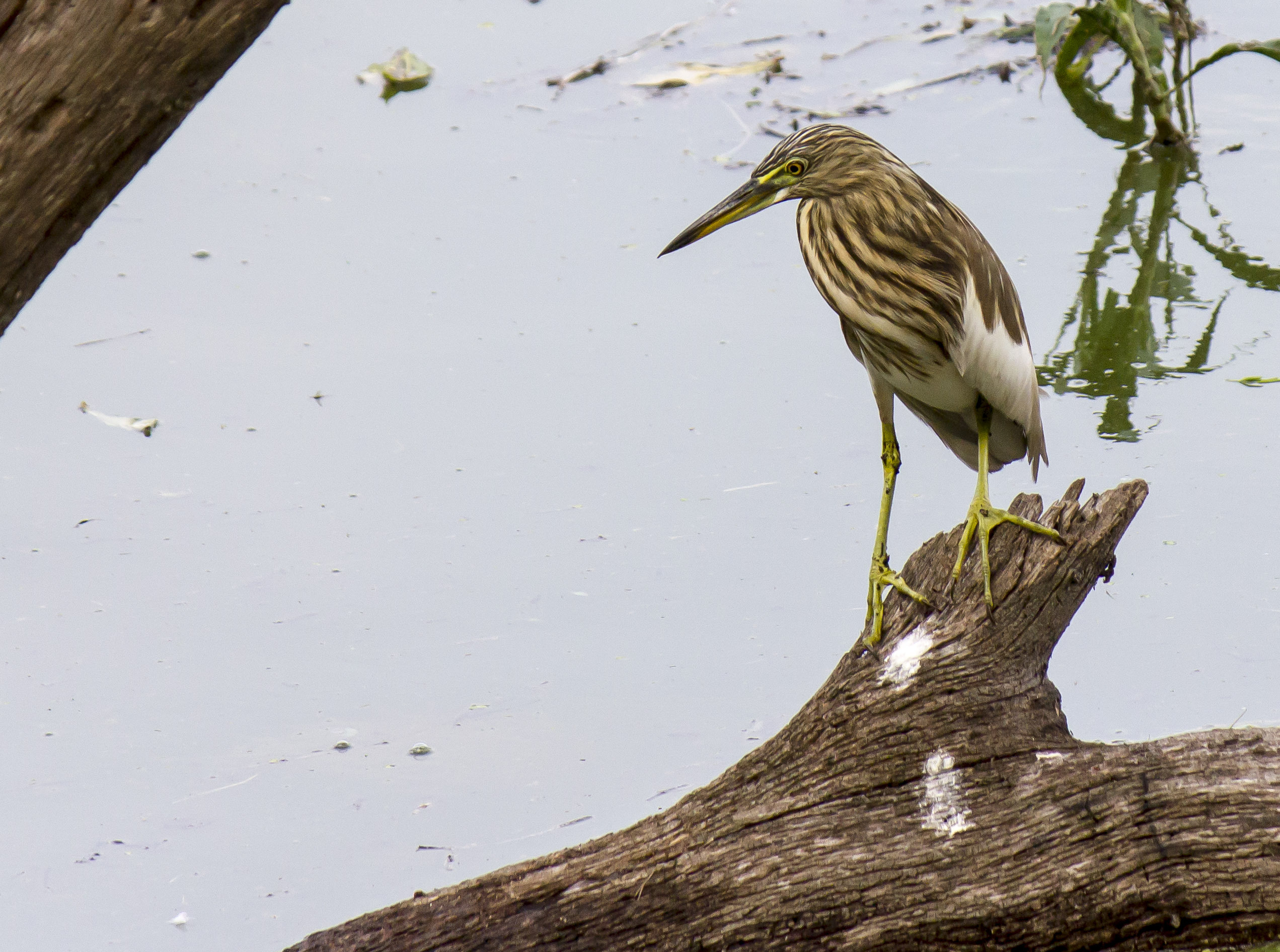
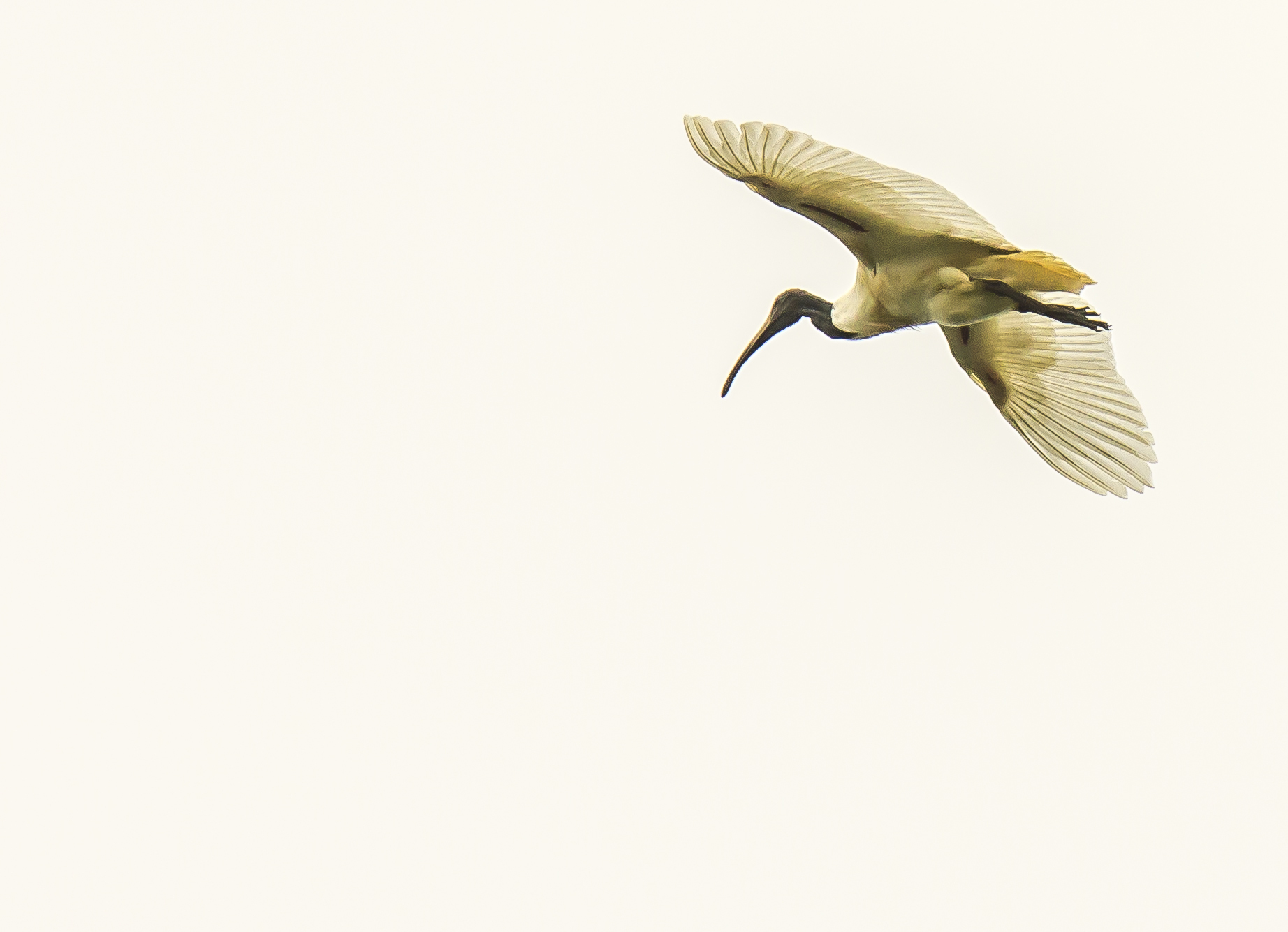
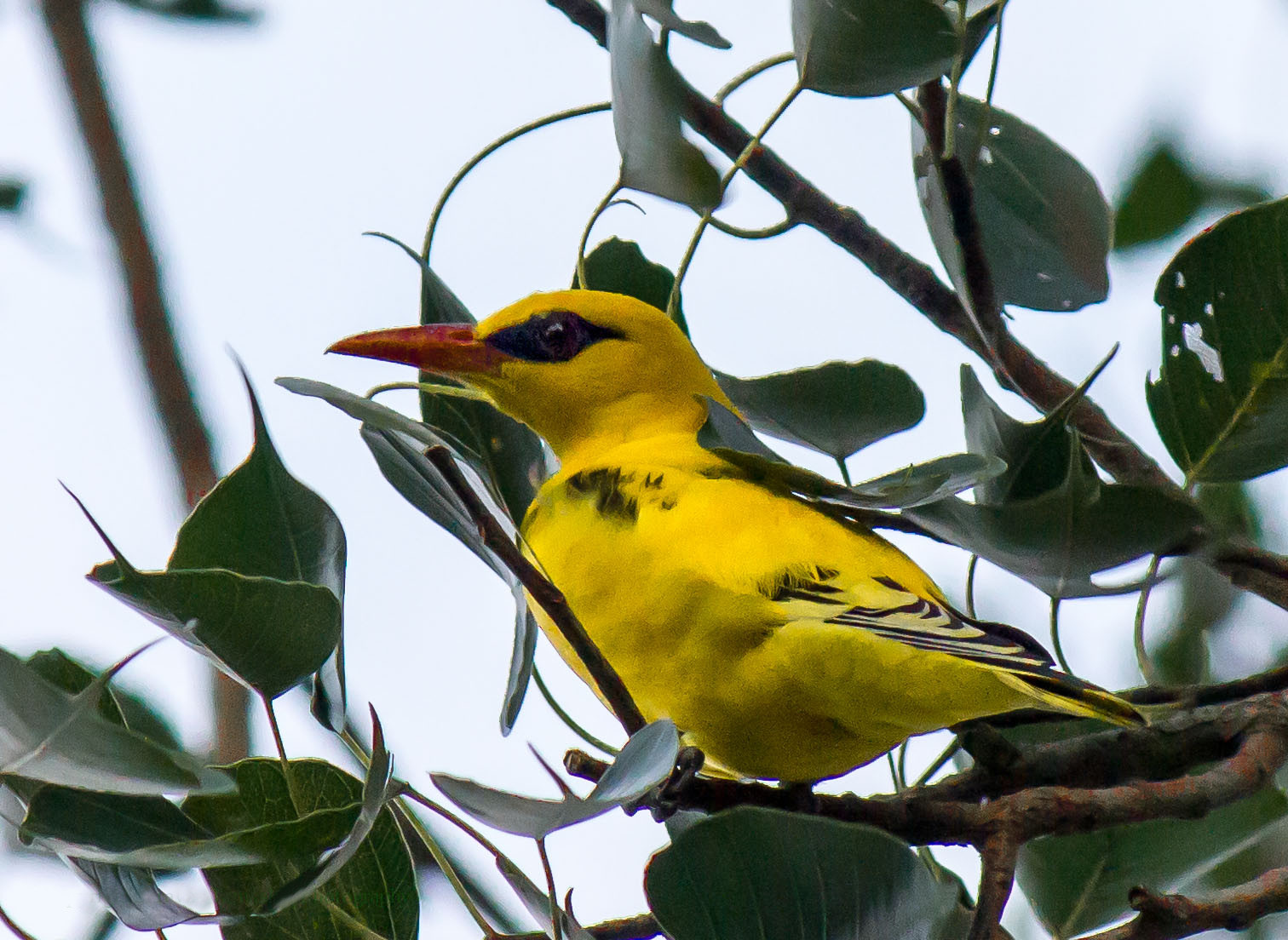
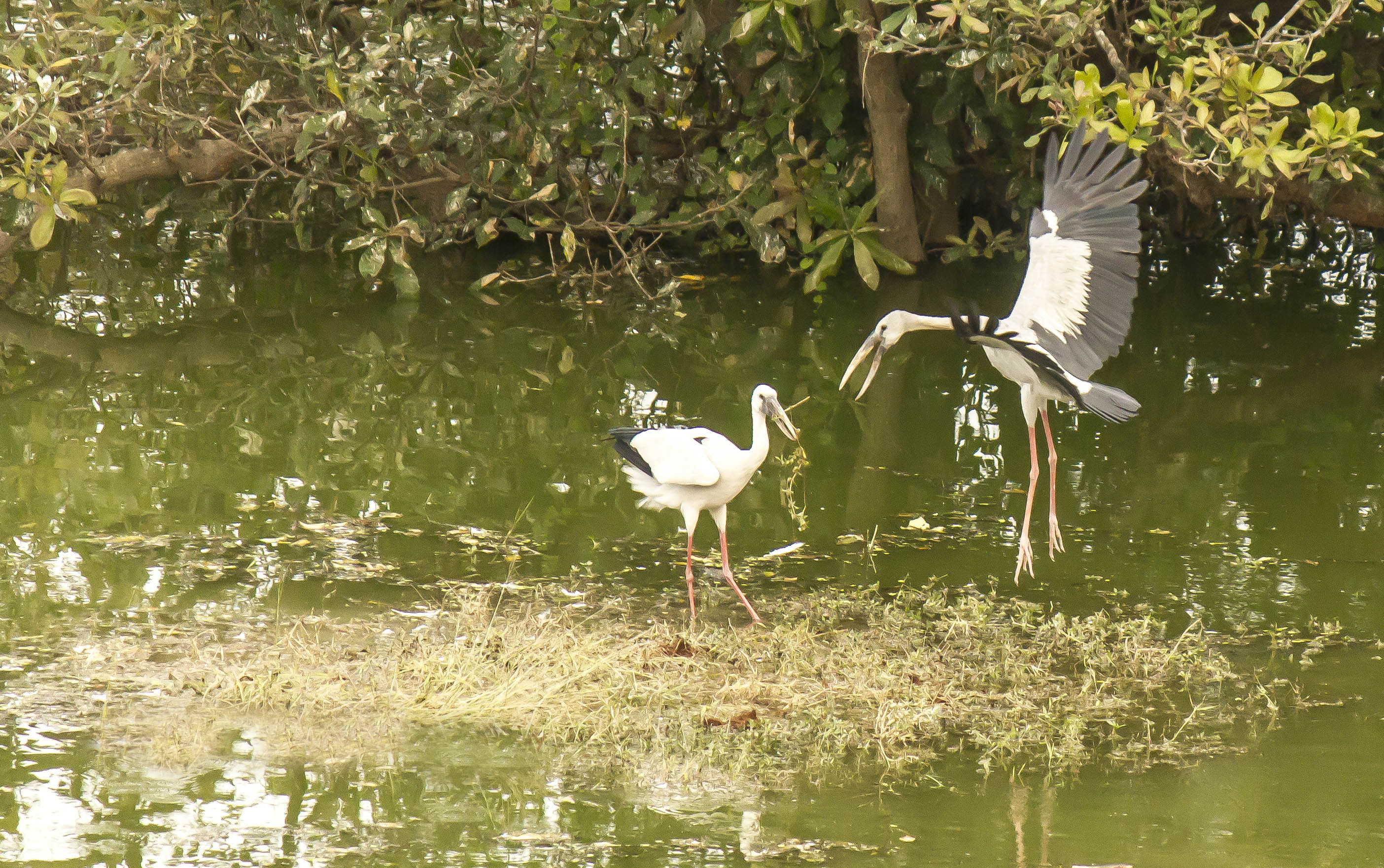